# Jacques de Fitz-James (1702-1721)
Jacques de Fitz-James   (né le 15 novembre 1702 - 13 octobre 1721) 2e duc pair de Fitz-James.
Jacques de Fitz-James est le 2e fils et homonyme du duc de Berwick Jacques Fitz-James, l'ainé des fils nés de sa seconde union. Le 1er octobre 1718 il reçoit en survivance de son père le titre de 37e Gouverneur du Limousin. Il meurt à Paris sans postérité dès le 13 octobre 1721.